# ベテランズ・スタジアム
ベテランズ・スタジアム（Veterans Stadium）は、アメリカ合衆国ペンシルベニア州フィラデルフィアにかつて存在したスタジアム。MLBのフィラデルフィア・フィリーズが1971年のオープンから2003年の閉場まで、NFLのフィラデルフィア・イーグルスが同じく1971年の開場から2002年まで、それぞれ本拠地にしていた。

## スタジアムの歴史

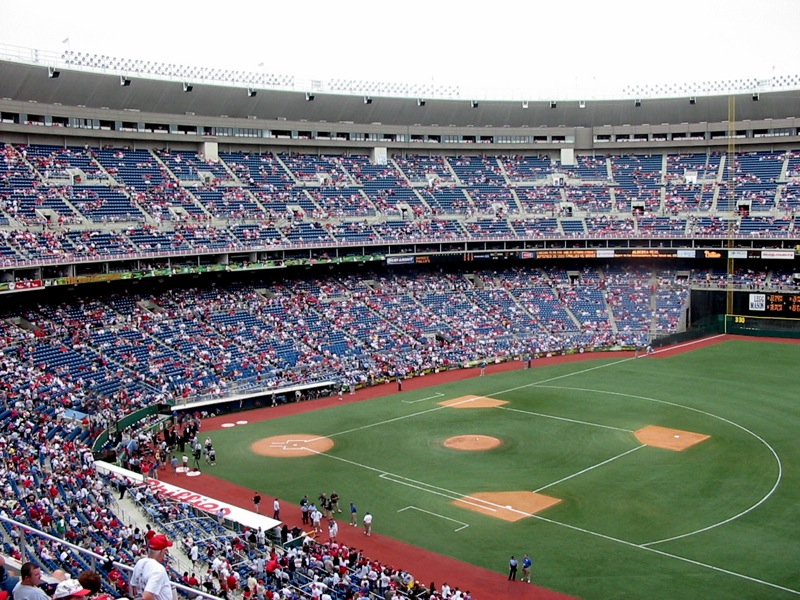
2003年9月28日の最終試合の様子

1960年代に入り、フィリーズの本拠地シャイブ・パークの老朽化が著しくなってきたため、野球とアメリカンフットボールの兼用が可能な新スタジアムの計画が浮上。1964年11月に住民投票が行われ、新スタジアム建設のための公債2500万ドルの発行が可決された。しかし、その後建設費が足りなくなってしまったため、1967年に再び住民投票が行われ、1300万ドルの公債追加発行が認められた。最終的にかかった建設費用は5200万ドルで、これは当時としては最も高い部類に入る。また、隣にはNBAフィラデルフィア・セブンティシクサーズとNHLフィラデルフィア・フライヤーズの本拠地ザ・スペクトラムが1967年10月19日、一足先に開場。辺り一帯はスポーツ複合施設の一大プロジェクトとなった。
アメリカ合衆国建国の地フィラデルフィアの球場らしく、球場名は退役軍人（Veteran）から取った。また、中堅スタンド上部に「自由の鐘」があるが、これも1776年7月8日にアメリカ独立宣言が民衆の前で読みあげられた際に打ち鳴らされた「自由の鐘」を模したものである（本物の「自由の鐘」は現在、独立記念館北隣のパビリオンに残っているが、亀裂がはいっているため音は出ない）。
1971年4月10日に開場したベテランズ・スタジアムは、当時こそモダンなスタジアムとして好評を得ていたものの、すぐにそれは不満へと変わっていった。選手の間で問題にされたのが人工芝である。人工芝は選手の膝など体の様々な箇所に大きな負担をかけるものとして嫌われていたが、ここの球場のものはさらに酷い物で、人工芝の継ぎ目の部分が目立ち、フィールドもデコボコになっていた。Field of Dreams を捩り“Field of Seams”（継ぎ目のフィールド）と呼ぶ者もいたほどだった。この人工芝が原因で故障した選手は数知れず、NFL選手会による「最悪のフィールド」に選出されること多数。
一方、ファンが不満を持ったのは視覚に関することだった。最上部の席は「北米大陸のスタジアムの中で最も地上から高い位置にある」と言われるほどフィールドから遠い、赤・オレンジ・黄・青の4色のスタンドが派手すぎる、外の景色が見えず圧迫感がある、外見もクッキーカッター型で他のスタジアムと区別がつかない…など、キリがなかった。
そのため、まず2002年シーズン終了後にイーグルスがリンカーン・フィナンシャル・フィールドに移転。翌2003年シーズン終了後にはフィリーズもシチズンズ・バンク・パークに移転した。ベテランズ・スタジアムは2004年3月21日に爆破解体された。ベテランズ・スタジアムで使用されていた座席は2つ一組・スタート価格280ドルで競売にかけられ、またフィールドを覆っていた人工芝NexTurfも売られた。これらの売上金はシチズンズ・バンク・パーク建設費に充てられた。
跡地は駐車場となっており、かつてのホームベースの位置に銘板が埋め込まれている。

## 主要な出来事

### 野球
- 1971年4月10日、エクスポズ戦で開場（フィリーズ 4 - 1 エクスポズ）。
- 1976年7月13日、オールスターゲーム開催（ナ 7 - 1 ア）。
- 1990年8月15日、テリー・マルホランドがジャイアンツ戦でノーヒットノーランを達成した（フィリーズ 6 - 0 ジャイアンツ）。
- 1996年7月9日、オールスターゲーム開催（ナ 6 - 0 ア）。
- 2003年4月27日、ケビン・ミルウッドがジャイアンツ戦でノーヒットノーランを達成した（フィリーズ 1 - 0 ジャイアンツ）。
- ワールドシリーズ開催：1980年、1983年、1993年
- 2003年9月28日、ブレーブス戦で閉場（ブレーブス 5 - 2 フィリーズ）。

| 前本拠地： シャイブ・パーク 1938 - 1970                                          | フィラデルフィア・フィリーズの本拠地 1971 - 2003              | 次本拠地： シチズンズ・バンク・パーク 2004 - 現在             |
| 前本拠地： フランクリン・フィールド 1958 - 1970                                  | フィラデルフィア・イーグルスの本拠地 1971 - 2002              | 次本拠地： リンカーン・フィナンシャル・フィールド 2003 - 現在 |
| 先代 ミルウォーキー・カウンティ・スタジアム ザ・ボールパーク・イン・アーリントン | MLBオールスターゲーム開催場 第47回（1976年） 第67回（1996年） | 次代 ヤンキー・スタジアム ジェイコブス・フィールド            |